# Andrenosoma erax
Andrenosoma erax là một loài ruồi trong họ Asilidae. Andrenosoma erax được Bromley miêu tả năm 1934.